# Setāmīyeh-ye Bozorg
Setāmīyeh-ye Bozorg är en del av en befolkad plats i Iran.   Den ligger i provinsen Khuzestan, i den västra delen av landet, 600 km sydväst om huvudstaden Teheran. Setāmīyeh-ye Bozorg ligger 23 meter över havet och antalet invånare är 396.
Terrängen runt Setāmīyeh-ye Bozorg är mycket platt. Runt Setāmīyeh-ye Bozorg är det ganska tätbefolkat, med 144 invånare per kvadratkilometer. Närmaste större samhälle är Jongīyeh, 13,4 km öster om Setāmīyeh-ye Bozorg. Omgivningarna runt Setāmīyeh-ye Bozorg är i huvudsak ett öppet busklandskap.